# Massa Trabaria

Carte de la région

Massa Trabaria est une province ecclésiastique médiévale qui se situait en Italie dans les Apennins centraux. Elle correspond en grande partie au Montefeltro.

## Géographie
Il s'agit d'une zone fortement boisée qui est appelée de ce nom encore de nos jours et qui comprend une zone qui s'étend de Badia Tedalda en Toscane jusqu'à la République de Saint Marin, incluant aussi une partie des Marches avec le Mont Carpegna et du val Marecchia en Romagne.
Quelques documents situent la Massa Trabaria depuis Bocca Trabaria, Pieve Santo Stefano jusqu'à Saint Marin en la confinant entre les cours des fleuves Métaure dans les Marche et Marecchia en Romagne.

## Histoire
Au Moyen Âge, surtout pendant l'époque lombarde, la zone était riche en monastères et abbayes bénédictines.
Pépin le Bref fit don de la zone à l'Église, donation confirmée par la suite par Charlemagne.
Par la suite la région a été le théâtre de féroces batailles pour sa possession entre les Brancaleoni, della Faggiola, les comtes de Carpegna, les Malatesta et les Feltreschi.
Léon X mit fin aux guerres en la partageant.
La partie sur le versant Thyrrénéen fut donnée à la République florentine en garantie d'un prêt de 100 000 écus qui lui fut accordé en 1519 et par la suite toute la zone fut soustraite de la juridiction ecclésiastique de l'évêque du Montefeltro au bénéfice de celui de Sansepolcro.
La partie restante fut cédée au duché d'Urbino jusqu'en 1631, année où elle rejoignit de nouveau l'état papal.

## Origine du nom
Le nom est issu du fait que de cette massa (« masse ») (zone forestale) étaient prélevés d'importantes quantités de troncs d'arbres pour en faire des madriers, souvent transportés par flottaison sur le fleuve Tibre jusqu'à Rome.

## Sources
- (it) Cet article est partiellement ou en totalité issu de l’article de Wikipédia en italien intitulé « Massa Trabaria » (voir la liste des auteurs).